# تيخارافي
بلدية تيخارافي (بالإسبانية: Tijarafe) هي بلدية تقع في مقاطعة سانتا كروث دي تينيريفه التابعة لمنطقة جزر الكناري جنوب غرب إسبانيا.

## الديموغرافيا
بلغ عدد سكان بلدية تيخارافي 2.763 نسمة عام 2011 (وفقاً للمعهد الوطني للإحصاء الإسباني).
| 2.658 | 2.637 | 2.765 | 2.713 | 2.744 | 2.768 | 2.763 |